# Friese elf steden

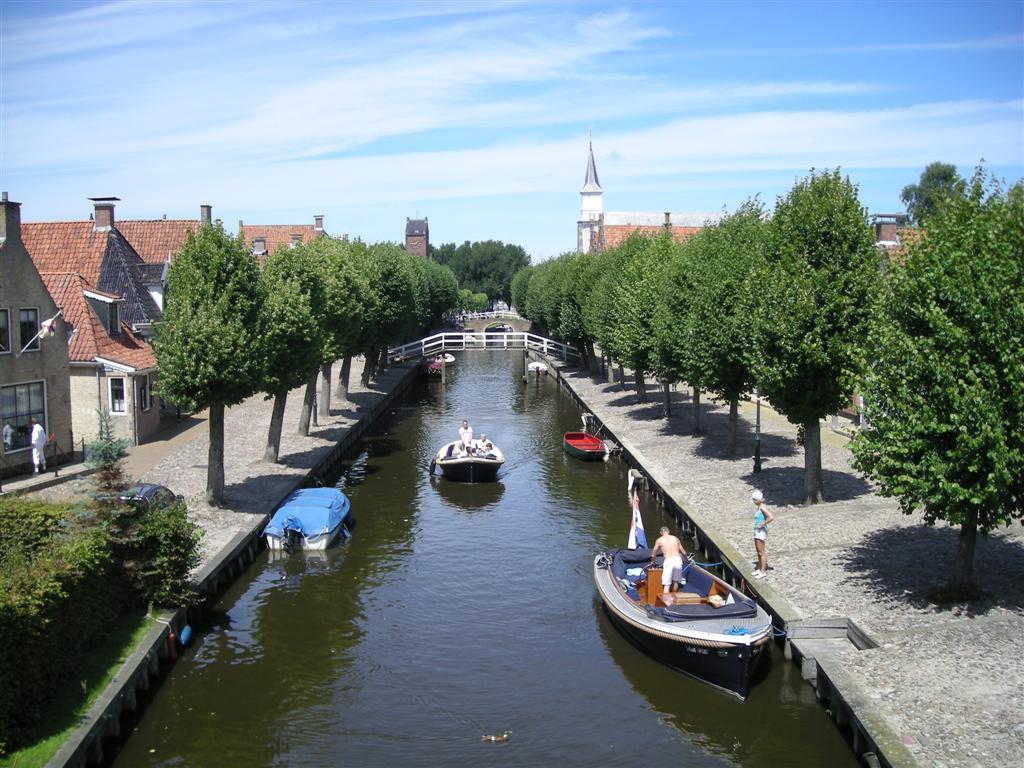
Sloten

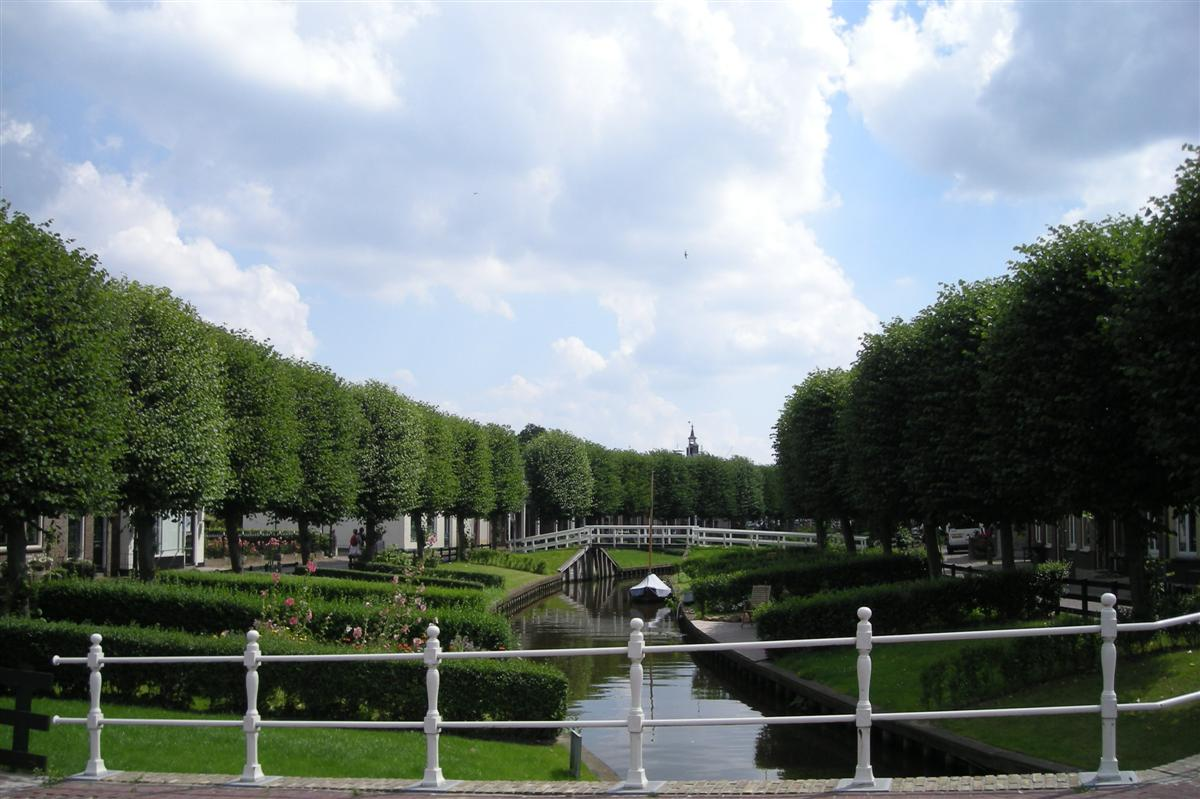
IJlst

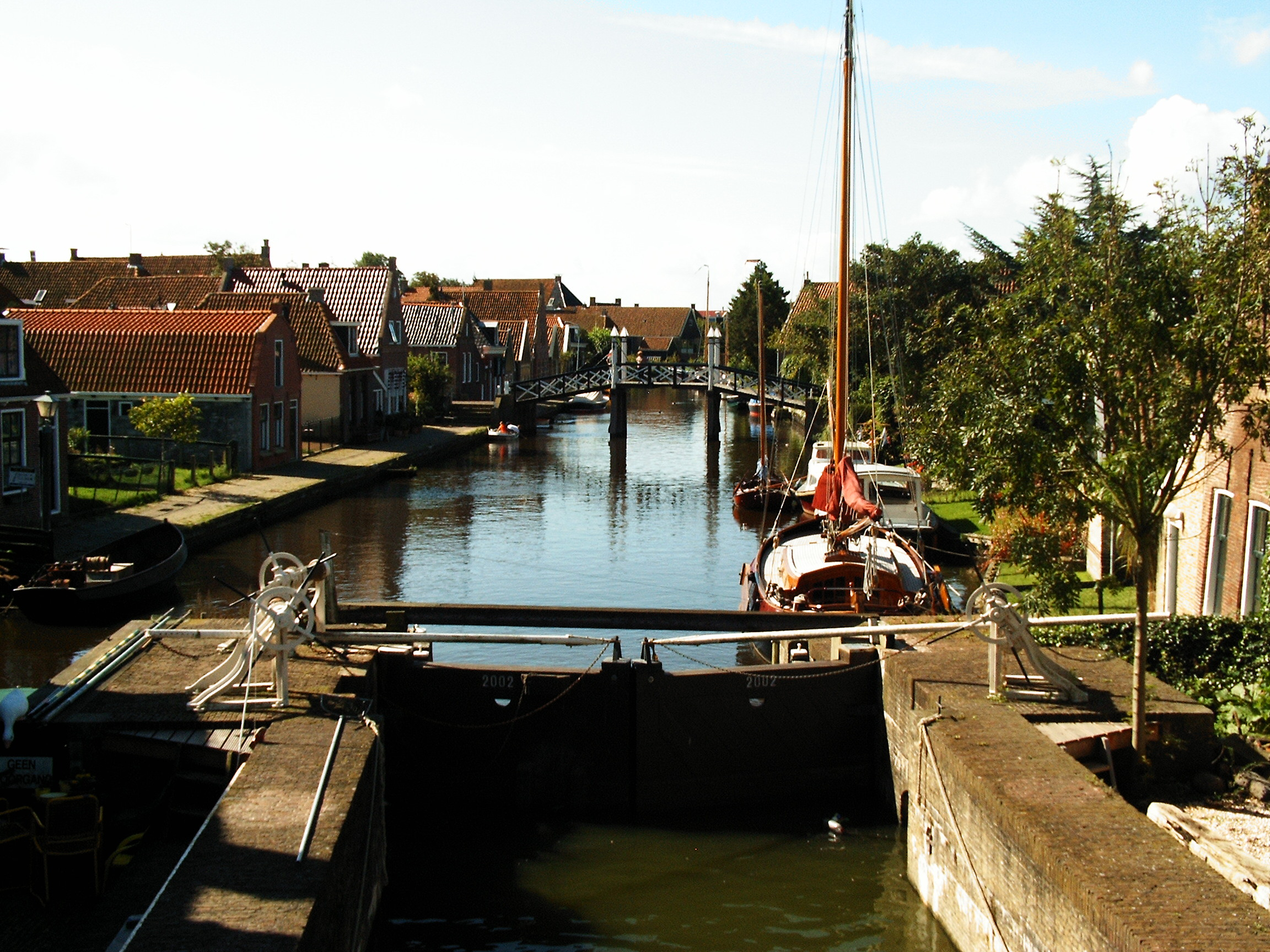
Hindeloopen

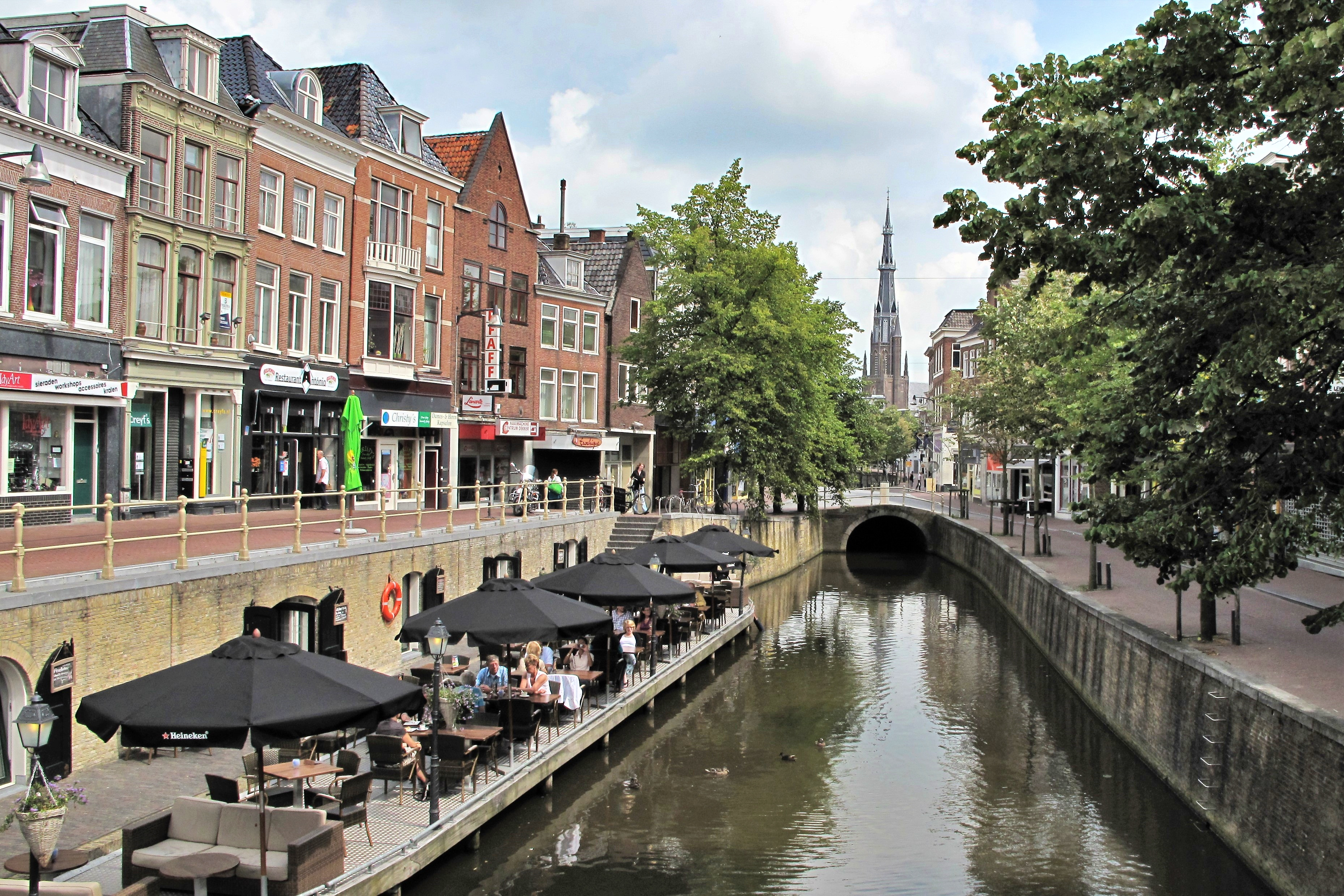
Leeuwarden

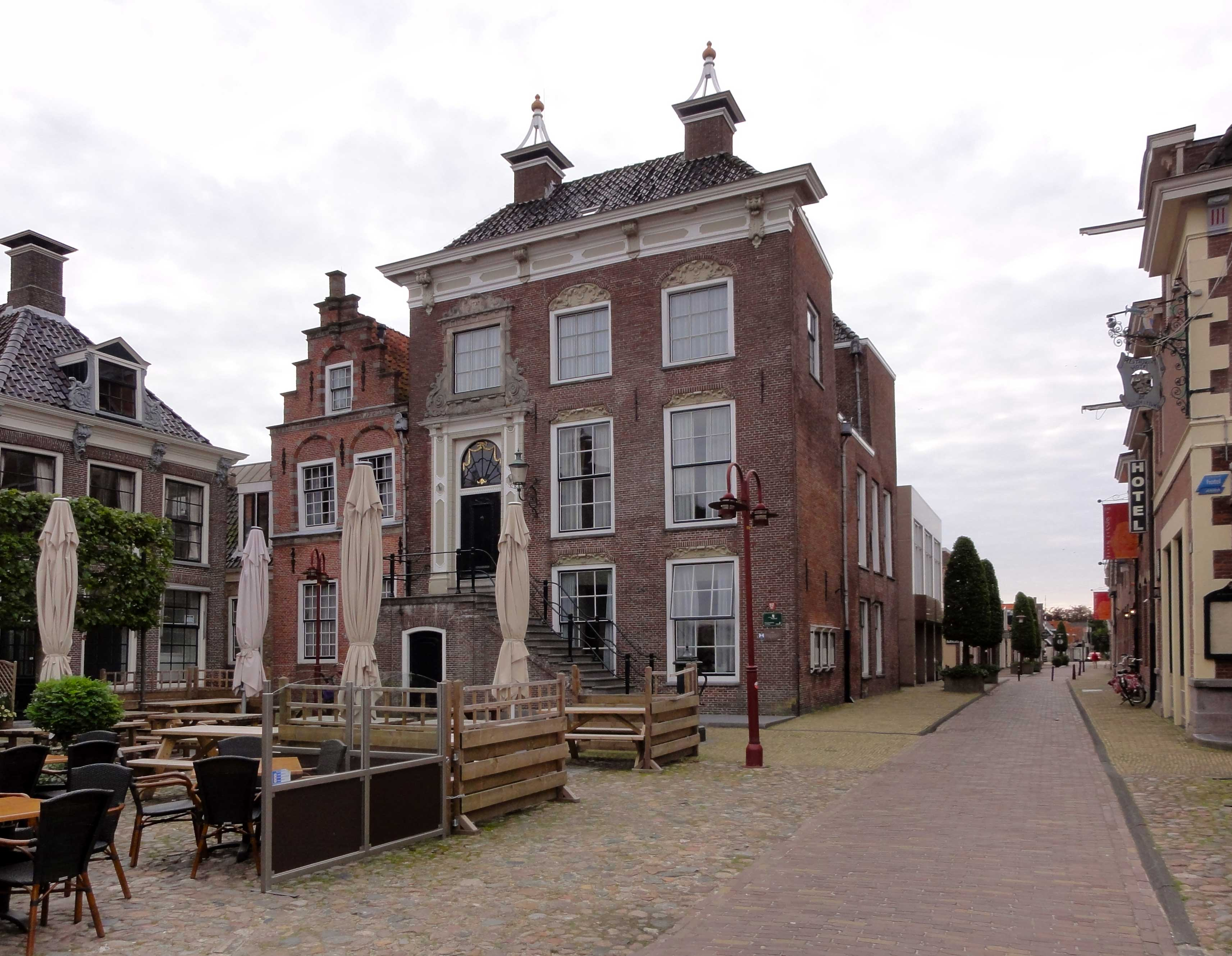
Workum

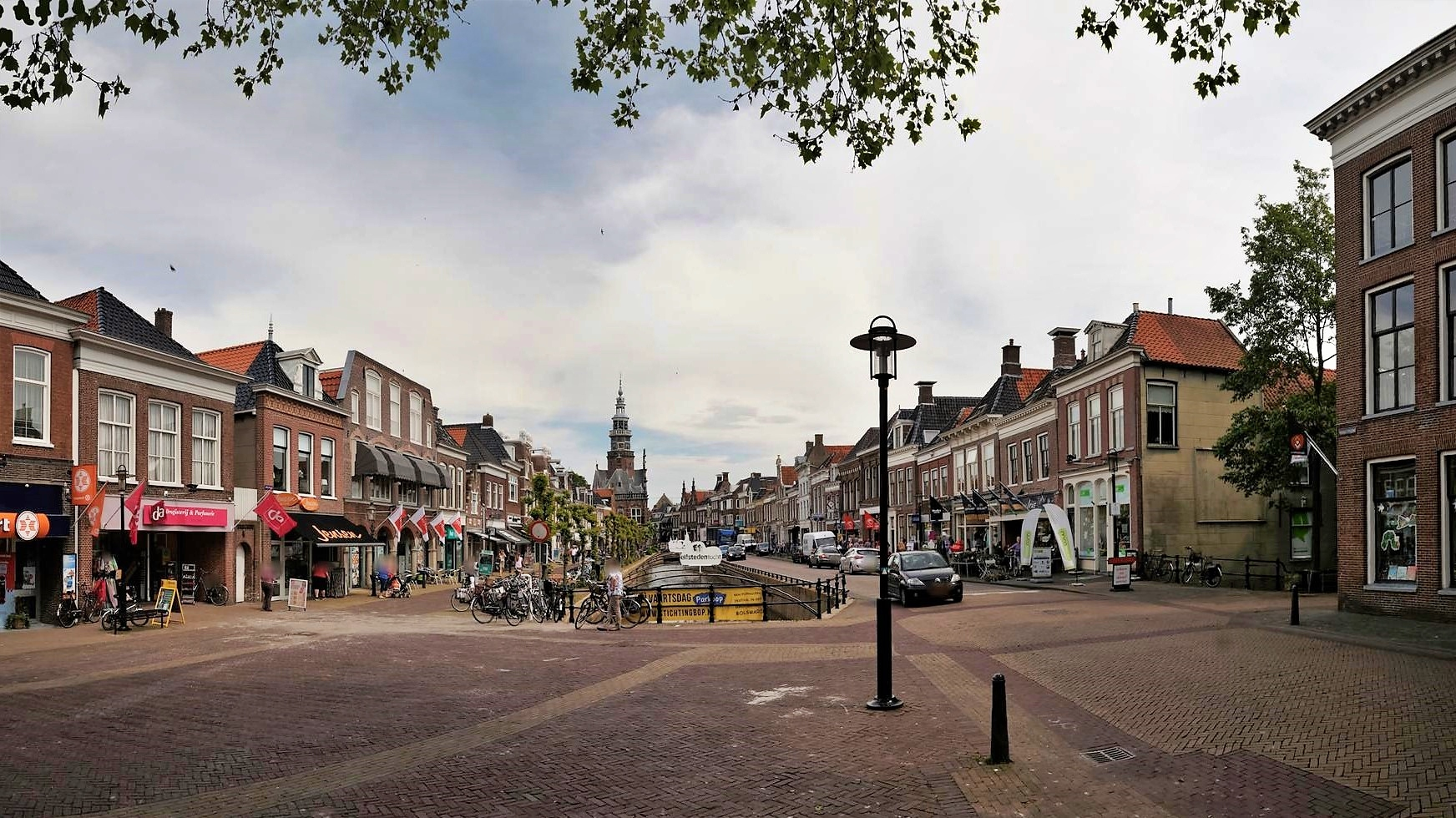
Bolsward

De Friese elf steden zijn elf plaatsen in Friesland die stadsrechten verkregen (waar tevens de schaatsmarathon Elfstedentocht naar is vernoemd, de route hiervan gaat bovendien langs deze elf plaatsen):
| Nederlandse naam | Friese naam | Gemeente          | Inwoners * | Stadsrechten                                                                      |
| ---------------- | ----------- | ----------------- | ---------- | --------------------------------------------------------------------------------- |
| Leeuwarden       | Ljouwert    | Leeuwarden        | 95.890     | 1285 (als Nijehove; eerste vermelding als stad in oorkonde) 1435 (als Leeuwarden) |
| Sneek            | Snits       | Súdwest-Fryslân   | 34.105     | 1456 (officieel; in 13e eeuw al enige stadsrechten)                               |
| IJlst            | Drylts      | Súdwest-Fryslân   | 3.050      | 1268                                                                              |
| Sloten           | Sleat       | De Friese Meren   | 715        | 1426 (eerste vermelding als stad in oorkonde)                                     |
| Stavoren         | Starum      | Súdwest-Fryslân   | 965        | 1061                                                                              |
| Hindeloopen      | Hylpen      | Súdwest-Fryslân   | 860        | 1225 (vermoedelijk)                                                               |
| Workum           | Warkum      | Súdwest-Fryslân   | 4.570      | 1399                                                                              |
| Bolsward         | Boalsert    | Súdwest-Fryslân   | 10.120     | 1455                                                                              |
| Harlingen        | Harns       | Harlingen         | 15.200     | 1234                                                                              |
| Franeker         | Frjentsjer  | Waadhoeke         | 13.015     | 1374                                                                              |
| Dokkum           | Dokkum      | Noardeast-Fryslân | 12.965     | 1298                                                                              |

De volgorde is die van de laatst verreden schaatselfstedentochten.
* Aantal inwoners per woonplaats op 2023.

## Geschiedenis
Begin 2005 werd gesteld dat Berlikum (Berltsum) in de veertiende eeuw stedelijke kenmerken heeft gehad. Appingedam (provincie Groningen) kreeg in 1327 stadsrechten en hoorde toen bestuurlijk nog bij Friesland. Geen van beide worden echter tot de traditionele elf Friese steden gerekend. De elf steden vormden samen ook een van de kwartieren van Friesland (1579-1795).

## Steden versus grote plaatsen
De Friese elf steden zijn niet de elf grootste plaatsen in Friesland. Zo is Leeuwarden wel veruit de grootste plaats in Friesland, maar komt Drachten op de tweede plaats met bijna 45.000 inwoners, Sneek op de derde plaats en Heerenveen op de vierde plaats met bijna 30.000 inwoners. Daar komt bij dat de steden Stavoren, Hindeloopen en Sloten niet eens 1/40 van het aantal inwoners van bijvoorbeeld Drachten hebben.

## Beschermd stadgezicht
Van de Friese elf steden zijn er tien beschermde stadsgezichten; alleen Stavoren heeft deze status niet.

## Kaart
Bolsward · 
Dokkum ·
Franeker ·
Harlingen ·
Hindeloopen ·
IJlst ·
Leeuwarden ·
Sloten ·
Sneek ·
Stavoren ·
Workum